# Claude Izner
Claude Izner è lo pseudonimo utilizzato da Liliane Korb (Parigi, 6 gennaio 1940-Montreuil, 9 marzo 2022  ) e da sua sorella Laurence Lefèvre (Parigi,10 aprile 1951), scrittrici e libraie parigine, per pubblicare una serie di libri gialli a partire dal 2003. Il nome d'arte è composto da Claude, che in francese è un nome sia maschile sia femminile oltre ad essere il secondo nome di Liliane, e Izner, il cognome della loro madre.

## Biografia
Sono cresciute a Saint Mandè, una cittadina periferica di Parigi, in condizioni economiche non molto agiate, tanto da dover vivere in un meublé, ossia un albergo in cui si dovevano affittare addirittura i mobili.
Il padre era bouquiniste (libraio) e questo ha agevolato le sorelle nelle professioni sia di scrittrici sia di libraie.
Liliane, dopo aver conseguito l'equivalente francese della licenza media italiana, ha lavorato per molti anni come montatrice cinematografica e attualmente, oltre all'attività di scrittrice, possiede una libreria sulla rive droite (riva destra) della Senna.
Laurence, conosciuta anche come Laurence Lefèvre, dopo il liceo si è laureata in archeologia ed è anche lei libraia, ma sulla rive gauche (riva sinistra) della Senna.

## Opere

### Personaggi
- Il protagonista della serie è Victor Legris, libraio ed investigatore, che vive nella Parigi del XIX secolo;
- Kenji Mori, padre adottivo di Legris e suo socio;
- Iris, figlia di Mori;
- Tasha, pittrice russa e moglie di Legris;
- Joseph, impiegato (in seguito socio) della libreria con aspirazioni di scrittore e marito di Iris.

Appaiono anche dei personaggi storici realmente esistiti, tra cui, principalmente, Henri de Toulouse-Lautrec, ma anche Alphonse Bertillon, La Goulue, Ravachol e Paul Verlaine.

### Ambientazione
A far da sfondo ad ogni libro c'è la Parigi di fine ‘800. Per rendere le storie più credibili e inquadrare meglio le vicende narrate nel loro contesto storico le autrici hanno raccolto i fatti di cronaca sui giornali dell'epoca e studiato accuratamente i luoghi descritti e la toponomastica della città. Inoltre le Korb in passato avevano fatto delle ricerche sulla città durante quegli anni per comporre un saggio storico, e quindi decisero di utilizzare anche queste informazioni per l'ambientazione dei romanzi ; ad esempio il primo si svolge nell'anno 1889 durante l'Esposizione Universale. Con delle trame semplici, ma corredate di sapienti colpi di scena, le due sorelle descrivono molto bene la Parigi e il modo di vivere dell'epoca.

### Opere di Liliane Korb
- Il tempo senza frontiere, 1989
- La Créature d'un autre monde, 1997

### Opere di Laurence Korb
- Parìs-Lézard, 1997
- I passanti della domenica, 1999

### Opere di Laurence Lefèvre
- Arrêtez-le, 1997
- Week end infernal, 1997

### Opere di Liliane e Laurence Korb
- Week end infernal, 1992
- L'Élixir de tante Ermolina, 1993
- Bout d'ficelle ou Le secret du Chemin-Vert, 1994
- Ciné Magic, 1995
- Les Embûches de Noël, 1995
- Les Enfants aussi ou les Enfants aussi : juillet 1942, 1995
- Silence, on tourne ! : l'enfance du cinéma, 1995
- l'Étrange Affaire Plumet, 1996
- Jasper et les ombres électriques, 1996
- Viviane dans le placard, 1996
- Le Pont-neuf à travers les siècles, 1997
- Les Portes d'Arthim, 1997
- 9 récits de Paris, 1998
- Les Voyageurs de l'infini, 1998
- Sang dessus dessous, 1999
- Un prince en baskets, 2000
- Flash sur l'assassin, 2001

#### Les aventures de Jeremy Nelson
1. Le Pas du renard 2016;
2. La Femme au serpent 2017;
3. La Poule aux œufs d'or 2019;
4. Les Nids de l'hirondelle 2021

#### Altre opere
- Juillet 1942 - Les enfants aussi;
- Sang dessus dessous.